# Anca Pătrășcoiu
Anca Pătrășcoiu (n. 17 octombrie 1967, Baia Mare, România) este o înotătoare română, laureată cu bronz la Los Angeles 1984.
Aneta Pătrășcoiu ( sau Anca cum îi spun prietenii) a început înotul la 9 ani, la Clubul Municipal Baia Mare, sub îndrumarea antrenorului emerit Gheorghe Demeca. Din 1 ianuarie 1985 a fost legitimată la Clubul Dinamo București, unde și-a continuat cariera sportivă, antrenată de Cristina Sopterian. A câștigat primul titlu național la 14 ani, iar la 17 ani neîmpliniți a cucerit prima medalie olimpică din istoria înotului românesc, la 200 m spate, la JO de la Los Angeles, în 1984. S-a retras din activitatea competițională în 1990, după care a devenit antrenor de înot. A primit titlul de "Maestru Emerit al Sportului”.

## Palmares
- Jocuri olimpice -  bronz 200 m spate la Los Angeles 1984
- Campionate europene - argint ștafetă la Campionatele Europene din 1987
- Campionate mondiale universitare - dublă medaliată cu aur la Universiada din  Iugoslavia 1987
- Mica Olimpiadă - dublă medaliată cu aur la Jocurile Bunăvoinței de la Moscova „Mica Olimpiadă” - 1986
- Europene de juniori - Primele medalii la Europenele de Juniori 1982
- Campionate naționale: 1979 – 1992  - numeroase titluri de campioană și recordmenă a României juniori și seniori.[4]